# 큰왕발생쥐
큰왕발생쥐(Macrotarsomys ingens)는 붉은숲쥐과에 속하는 설치류의 일종이다. 마다가스카르섬 북부-서부에서만 발견된다. 1959년 페테르(F. Petter)가 처음 기술했다. 서식지 감소로 멸종위기종으로 분류되고 있다.

## 특징
큰왕발생쥐의 몸길이는 최대 15cm이고, 꼬리는 더 긴 24cm이다. 몸무게는 50~60g이고, 큰 눈과 타원형의 큰 귀를 갖고 있다. 큰 발은 나무 가지 속에서 기어오르기 좋게 적응되어 있다. 몸의 털은 회색빛 하체와 함께 갈색빛 엷은 황갈색을 띠고, 상체와 다리는 크림색과 흰색이다.

## 분포 및 서식지
큰왕발생쥐는 현재 앙카라판치카 국립공원의 일부인 마다다가스카르 섬 북부-서부의 마하장가 주 앙카라판치카 숲에서만 발견된다. 강수량이 적은 지역으로 건조한 열대 식생 지역이다. 야행성 동물의 일종으로 낮 동안에는 숲 아래에 굴 속에서 지내며, 바위 또는 나무 뿌리로 굴 입구를 감춘다. 밤에는 덤불과 나무 속에서 먹이를 찾아 이동하면서 시간을 보낸다.

## 생태
큰왕발생쥐는 초식성 동물로 나무 열매와 과일, 견과류, 씨앗, 뿌리와 줄기 등을 먹는 것으로 추정된다. 뱀과 조류 그리고 육식성 포유류와 같은 포식자들의 먹이가 될 수도 있다.

## 보전 상태
국제 자연 보전 연맹(IUCN)이 IUCN 적색 목록에서 "멸종위기종"으로 분류하고 있다. 발견되는 지역에서 흔한 종이지만, 전체 서식지가 단 한 곳이고 5000km2 이하 면적에 불과하기 때문이다. 서식지가 화재와 벌목으로 악화되고 있으며, 포식자 고양이과 동물의 위협에 노출되어 있다.